# For the First Time (The Script)
"For the First Time" is een nummer van de Ierse band The Script. Het nummer werd uitgebracht op hun album Science & Faith uit 2010. Op 20 augustus van dat jaar werd het nummer uitgebracht als de eerste single van het album.

## Achtergrond
"For the First Time" is geschreven door zanger Danny O'Donoghue en gitarist Mark Sheehan en geproduceerd door O'Donoghue, Sheehan en Andrew Frampton. In een interview vertelde O'Donoghue over het nummer: ""For the First Time" gaat over een tijd waarin we terugkwamen na een wereldtournee. We wilden het goedmaken met iedereen die ons zover had gebracht en we realiseerden ons dat er een grimmige realiteit was, de kredietcrisis [die in Ierland erger was dan in de rest van de wereld], mensen verloren hun baan en hun waardevolle spullen, en wij dachten, het verbleekt bijna als je het vergelijkt met je eigen nieuws. We begonnen met het nummer, en het kwam er wat somber uit, en we vonden dat er een goede boodschap in moesten stoppen, om het om te keren... dus we hadden een hoopvolle boodschap nodig, terwijl mensen van wie alles wordt afgenomen zich realiseren wat er echt belangrijk is. Het gaat over het teruggaan naar de basis: goedkope wijn drinken en van de vloer eten. Dat is wanneer je elkaar voor het eerst ontmoet, wanneer je niets hebt."
"For the First Time" werd de eerste nummer 1-hit van The Script in hun thuisland Ierland, waar het direct op de hoogste positie debuteerde in de hitlijsten. Ook in het Verenigd Koninkrijk werd het een grote hit met een vierde plaats. In de Amerikaanse Billboard Hot 100 kwam de single tot plaats 23, terwijl in Australië de twaalfde plaats werd gehaald. In Nederland kwam de single tot plaats 16 in de Nederlandse Top 40 en plaats 25 in de Single Top 100. In Vlaanderen werd de Ultratop 50 niet gehaald en bleef het steken op de tweede plaats in de "Bubbling Under"-lijst. Het nummer werd door de band gesampled op de track "Good Ol' Days" van hun volgende album #3.

## Hitnoteringen

### Nederlandse Top 40
| Hitnotering: 04-09-2010 t/m 23-10-2010 | Hitnotering: 04-09-2010 t/m 23-10-2010 | Hitnotering: 04-09-2010 t/m 23-10-2010 | Hitnotering: 04-09-2010 t/m 23-10-2010 | Hitnotering: 04-09-2010 t/m 23-10-2010 | Hitnotering: 04-09-2010 t/m 23-10-2010 | Hitnotering: 04-09-2010 t/m 23-10-2010 | Hitnotering: 04-09-2010 t/m 23-10-2010 | Hitnotering: 04-09-2010 t/m 23-10-2010 | Hitnotering: 04-09-2010 t/m 23-10-2010 |
| Week                                   | 1                                      | 2                                      | 3                                      | 4                                      | 5                                      | 6                                      | 7                                      | 8                                      |                                        |
| -------------------------------------- | -------------------------------------- | -------------------------------------- | -------------------------------------- | -------------------------------------- | -------------------------------------- | -------------------------------------- | -------------------------------------- | -------------------------------------- | -------------------------------------- |
| Positie                                | 37                                     | 31                                     | 22                                     | 17                                     | 16                                     | 26                                     | 36                                     | 35                                     | uit                                    |

### Single Top 100
| Hitnotering: 11-09-2010 t/m 04-12-2010 | Hitnotering: 11-09-2010 t/m 04-12-2010 | Hitnotering: 11-09-2010 t/m 04-12-2010 | Hitnotering: 11-09-2010 t/m 04-12-2010 | Hitnotering: 11-09-2010 t/m 04-12-2010 | Hitnotering: 11-09-2010 t/m 04-12-2010 | Hitnotering: 11-09-2010 t/m 04-12-2010 | Hitnotering: 11-09-2010 t/m 04-12-2010 | Hitnotering: 11-09-2010 t/m 04-12-2010 | Hitnotering: 11-09-2010 t/m 04-12-2010 | Hitnotering: 11-09-2010 t/m 04-12-2010 | Hitnotering: 11-09-2010 t/m 04-12-2010 | Hitnotering: 11-09-2010 t/m 04-12-2010 | Hitnotering: 11-09-2010 t/m 04-12-2010 | Hitnotering: 11-09-2010 t/m 04-12-2010 |
| Week                                   | 1                                      | 2                                      | 3                                      | 4                                      | 5                                      | 6                                      | 7                                      | 8                                      | 9                                      | 10                                     | 11                                     | 12                                     | 13                                     |                                        |
| -------------------------------------- | -------------------------------------- | -------------------------------------- | -------------------------------------- | -------------------------------------- | -------------------------------------- | -------------------------------------- | -------------------------------------- | -------------------------------------- | -------------------------------------- | -------------------------------------- | -------------------------------------- | -------------------------------------- | -------------------------------------- | -------------------------------------- |
| Positie                                | 25                                     | 29                                     | 58                                     | 57                                     | 62                                     | 47                                     | 47                                     | 64                                     | 67                                     | 76                                     | 30                                     | 72                                     | 98                                     | uit                                    |

### NPO Radio 2 Top 2000
| Nummer met noteringen in de NPO Radio 2 Top 2000 | '11 | '12 | '13 | '14  | '15  | '16  |
| ------------------------------------------------ | --- | --- | --- | ---- | ---- | ---- |
| For the First Time                               | 604 | 805 | 893 | 1087 | 1458 | 1951 |

1. ↑  Een vetgedrukt getal geeft de hoogste notering aan.
2. ↑  2011 was het eerste jaar met een notering voor dit nummer.
3. ↑  Deze tabel is bijgewerkt tot en met de laatste editie (2024).